# Micantulina teucrii
Micantulina teucrii är en insektsart som först beskrevs av Cerutti 1938.  Micantulina teucrii ingår i släktet Micantulina och familjen dvärgstritar. Inga underarter finns listade i Catalogue of Life.